# Стефан Троношки
Преподобни Стефан Троношки, рођен као Стеван Јовановић (Текериш, код Лознице, 1759 — Зворник, 1799), српски је светитељ и игуман манастира Троноша.
Стеван Јовановић рођен је у Текеришу у Јадру. Школовао се у манастиру Троноша. У истом манастиру се као младић замонашио и убрзо постао архимандрит. Био је један од угледнијих људи и представника Срба током Аустријско-турског рата (1787—1791). Током његовог управљања манастиром Троноша, 1796. године у манастиру се школовао Вук Стефановић Караџић.
Вук Караџић га описује као врло прикладна човека, раста танка и висока, лица бела и весела, косе смеђе и образа дугуљастих. Такође Вук каже да је имао врло леп глас и да је радо појао у цркви.

### Манастирски живот
На литургијама је држао проповеди и учио народ да буде побожан и поштује Божје заповести али такође и саветовао како да се понашају под турском влашћу.
Показивао је велику бригу према народу. Од богатијих људи молио је помоћ за сиромашан народ, а и лично је давао храну и одећу онима којима је била потребна. Дешавало се да и исплати харач Турцима за онога ко није имао да плати.

### Аустријско-турски рат (1787—1791)
За време Аустријско-турског рата од (1787—1791) био је један од најистакнутијих заговорника борбе Срба на страни Хабзбуршке монархије.. 
Веровао је да ће Срби борбом на страни Хабзбурга добити повољне услове ослобођења од Турака. Својим угледом утицао је на велик број Срба да се као добровољци прикључе Аустријанцима. Такође ја у манастиру издржавао хиљаду војника током четири месеца.
Пред крај рата је безуспешно покушавао да убеди Хабзбурге да дају помоћ Србима у оружју за наставак борбе против Турака..
Стеван је 22. јануара 1790. организовао сабор народних првака у Троноши на коме су саставили молбе за аустријског цара тражећи помоћ у војсци, оружју и муницији ради одбране и одржања дотада у Србији освојених крајева. Након тога је 4. августа исте године писао молбу царском комесару у Темишвару да се заузме за Србе, а  24. августа 1790 и лично долази у Темишвар да преда молбу. Из Темишвара путује у Беч са истом молбом.
Већ 16. фебруара 1791. године пише новом митрополиту Стефану Стратимировићу да се код цара заузме за Србе. Због сарадње са Хабзбурзима присиљен је да избегне од Турака у Срем. Ту му је одобрен боравак у манастиру Гргетеку.
Крајем јула 1791. године, дубоко разочаран неправдом Аустријанаца преме Србима одлучује да се врати у Турску.
Након повратка у Турску живео је повучено и изван политичких збивања.

### Смрт
Стеван се 1799. године након неродне године и велике глади обратио Турцима за помоћ. Отишао је у Зворник и од паше тражио проју која је остала у градским кулама од рата. Проја је била полу покварена а Стефан је обећао да ће народ након жетве вратити нову проју паши. Током молбе Стеван је рекао паши да ако Турци не дају храну гладном народу мораће да се обрати Аустријанцима. Паша се сложио да да проју народу, али због спомињања Аустријанаца посумњао је да Стеван поново сарађује са њима. Срдановић-Бараћ тврди да стога је паша наредио свом лекару Грк Јанку да сипа отров у кафу архимандриту. Архимандрит је преноћио у Зворнику и ту је сутрадан нађен мртав. Тело му је наредног дана пренесено у манастир Троношу и сахрањено поред манастирске цркве, са десне стране.
Поводом тридесетогодишњице од његове смрти, Вук Караџић је у часопису „Даница” објавио три стране о његовом животу, чиме је исказао захвалност према своме учитељу.
Светом Стефану Троношком је богослов Лазар Љубић написао службу 2018. године.
Православна црква слави га као светитеља 4. септембра по црквеном, а 17. септембра по грегоријанском календару.